# Iraán
Iraán es un barrio rural del municipio filipino de primera categoría de Rizal perteneciente a la provincia  de Paragua en Mimaro,  Región IV-B.
En 2007 Iraán contaba con  4.508 residentes.

## Geografía
El municipio de Rizal se encuentra situado en el extremo sur de la parte continental de la isla de Paragua en su costa occidental al mar de la China Meridional. Linda al norte con el municipio de Alfonso XIII (Quezón), al sur con el de Marangas (Bataraza) y al este con el de Punta de Brook  (Brooke's Point).
Este barrio, continetal se sitúa en la parte norte del municipio en la costa oeste de la isla.
Linda al nordeste con el barrio de  Bunog, cuyo límite se sitúa en la bahía de Iraán; 
al sureste con el barrio de  Punta Baja, sede del municipio, cuyo límite se sitúa en el puerto de Punta Baja, al sur de cabo Tabionán;
y al sur con los barrios de Aribungós y de Barong-Barong, pertenecientes al municipio vecino de Punta de Brook.

### Demografía
El barrio de Iraán contaba en mayo de 2010 con una población de 6.271 habitantes. Población de 6.780 habitantes (agosto de 2015).

## Historia
En 1858, la provincia de Calamianes fue dividida en dos provincias: Castilla, al norte con Taytay como capital; Asturias,  en el sur,  con Puerto Princesa como capital y los municipios de Aborlan, Narra, Quezón, Sofronio Española, Punta de Broke, Rizal y Bataraza; y la pequeña isla de Balábac, 
Lugar era conocido como Tarumpitao en el municipio de  Quezón.
El municipio de Quezon fue creado en 1951 con de los barrios de Berong y Alfonso XIII de Aborlán;  de Iraán, Conduaga (Candawaga) y Canipán (Canipaan) del de punta de Brook.
En 1957, los Sitios de Campong Ulay, Ransang, Conduaga (Candawaga), Culasián, Panalingaán,  Taburi,  Latud y de  Canipán (Canipaan)  se convirtieron en barrios.
El 14 de abril de 1983 se crea este municipio con el nombre de Marcos.
En 1987 cambia su nombre por el de Rizal en honor de José Rizal.